# ヴァイノ・アールトネン
ヴァイノ・ヴァルデマール・アールトネン（フィンランド語: Wäinö Valdemar Aaltonen、1894年3月8日 - 1966年5月30日）はフィンランドの美術家、彫刻家。チェンバーズ人名辞典は彼を「フィンランドの優れた彫刻家の1人」であると形容した。

## 生涯
アールトネンはフィンランドのカリナイネン村で仕立屋の息子として生まれた。子供の頃から聾者だったが、美術に興味を持ち、1910年から1915年までトゥルク絵画学校で美術を学んだ。トゥルク絵画学校では主に絵画を学び、彫刻家としての技芸は独学だった。大理石の加工技術は親戚のアーッレ・アールトネンとともに、またヒルヴェンサロ島で石工の学徒として働いたときに勉強した。彫刻家のフェリクス・ニールンドがトゥルク絵画学校で1学期代理教師を務めたが、彼の作品は若いアールトネンに多くの霊感を与えた。
1923年、アールトネンはイタリアへ旅行した。彼はこの旅行でキュビズムと未来派を知り、後の絵画作品でその傾向が表れた。
第一次世界大戦の戦火が広がる最中、アールトネンは戦争祈念碑を作った。彼はすぐに民族主義者にフィン人の模範として称賛され、1927年にはストックホルムで展覧会が開かれた。彼の彫刻は民族主義的であり、フィンランド国民の胸像や記念碑を作ることで知られる。一例としては1925年に作った、ヘルシンキ競技場で飾られたパーヴォ・ヌルミの像があり、別の例としては1928年に作ったジャン・シベリウスの胸像がある。この2作品はアールトネンの多くの作品と同じく銅像であったが、彼は石像やガラス像も作った。主に写実主義の影響がみられるが、キュビズムによる影響もある。アールトネンは20世紀初期における直彫りの先駆者であった。
フィンランドの新しい国会議事堂が建てられたとき、建築家のヨハン・シグフリド・シレンはアールトネンから直接彫刻を購入することを望んだが、結局公開コンペが行われ、やはりアールトネンの「労働と未来」が勝利した。アールトネンが1932年に完成した、金箔を着せた石膏像は彼の死後に銅像に作り替えられた。
1966年、ヘルシンキで死去した。アールトネンの作品の多くはトゥルクにあるヴァイノ・アールトネン美術館の常設展で展示されている。

## 家族
アールトネンは4度結婚した。彼は1920年に歌手のアイノ・ピエティライネン（Aino Pietiläinen）と、1931年に女優のエルサ・ランタライネンと、1942年に画商のエルヴィ・ヘルテル（Elvi Hertellと、1961年に医者のエリサベト・マーシクと結婚した。一人息子のマッティ・アールトネンは建築家になり、トゥルクのヴァイノ・アールトネン美術館などを設計した。

## 栄典

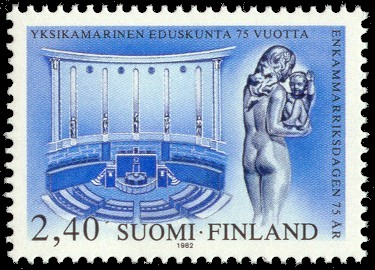
1982年に発行された、フィンランド議会75周年の記念切手。

アールトネンは1940年に教授の称号を与えられ、スオメン・アカテミアの会員を1948年から1964年まで務めた。1941年にルンド大学に名誉教授に、1950年にヘルシンキ大学の名誉教授に任ぜられ、1958年にソビエト美術アカデミーの名誉会員になった。1947年、スウェーデン王家からプリンス・エウシェン勲章を授与された。
トゥルクのヒルヴェンサロ島ではアールトネンに因んで名づけられた学校と海浜公園がある。

## 作品

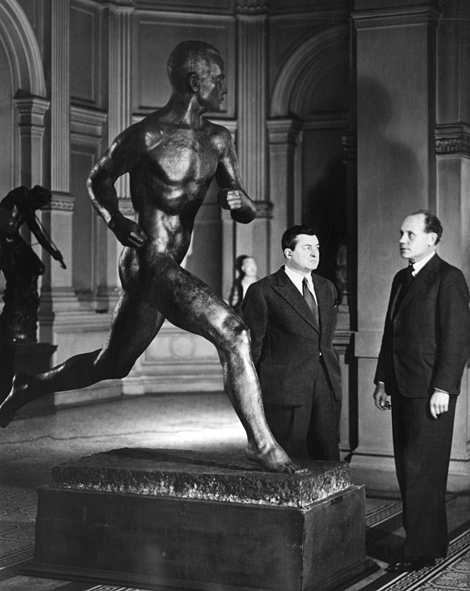
アールトネンによるパーヴォ・ヌルミ競走像の隣に立つアールトネンとヌルミ、1930年代の写真。

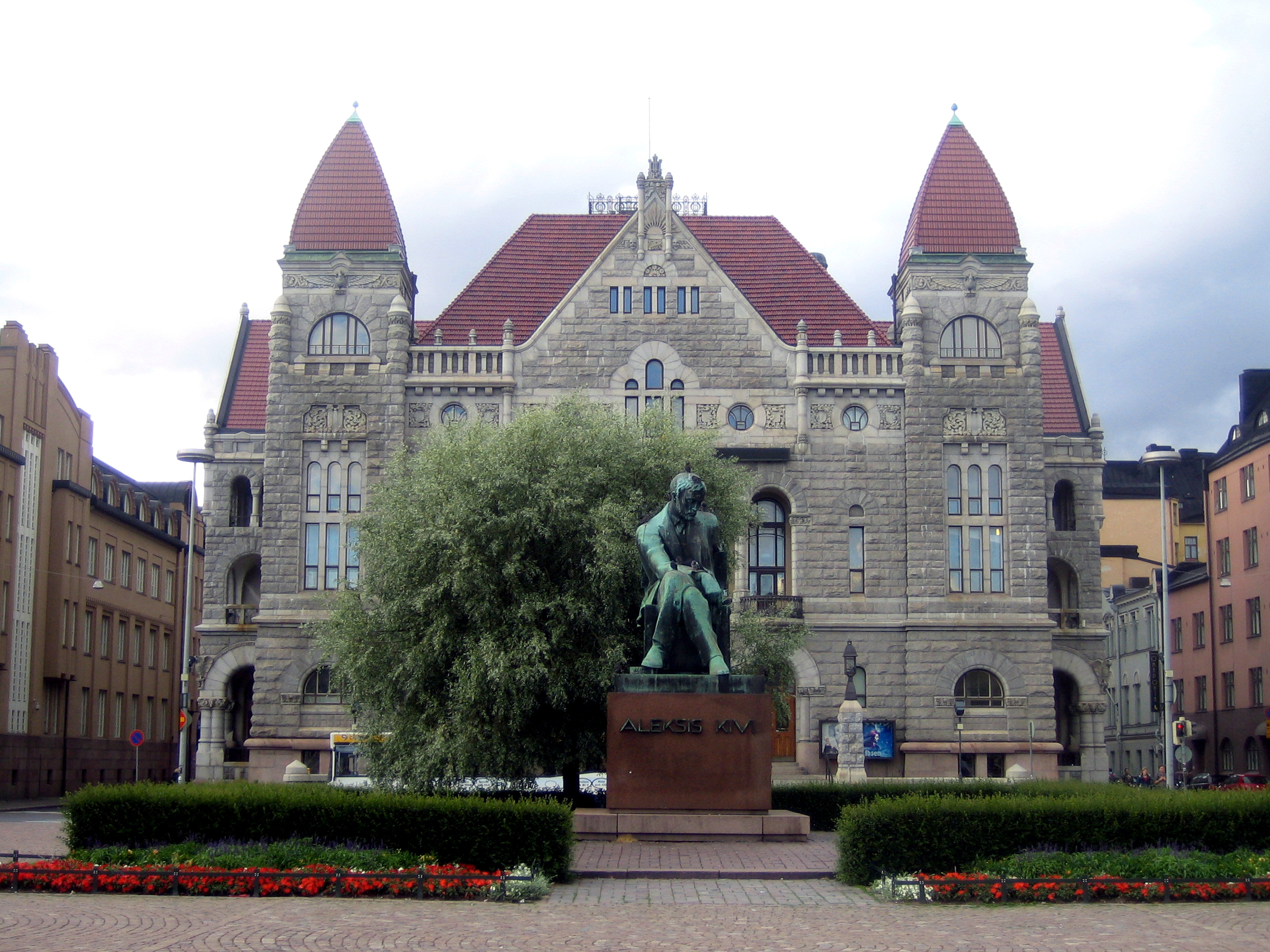
フィンランド国立劇場にあるアレクシス・キヴィ像、2005年撮影。

- Tytön pää, n. 1917
- グラニーッティポイカ（フィンランド語版）, 1917-1920
- Maria Jotuni, 1918-1920
- Opettajani, 1919
- Aaro Hellaakosken pronssipää, 1919
- Savonlinnan sankaripatsas, (「英雄の墓」) 1919-1921
- Punagraniittinen neito, 1923
- Mustagraniittinen neito, 1924
- パーヴォ・ヌルミ競走像, 1924-1925
- Seisova nainen, 1920-1924
- Istuva nainen, 1920-1925
- Uimaan lähtevä nainen, 1924
- リリャ像（フィンランド語版）（トゥルク）, n. 1924-1926
- ムシカ（フィンランド語版）, 1926
- アレクシス・キヴィ像（タンペレ）, 1926-1927
- ハメ橋（英語版）上の像, Tampere:  Eränkävijä (猟師), Veronkantaja (収税吏), Kauppias (商人) ja Suomen neito, 1927-1929
- ミュルスキュ（フィンランド語版）（水雷艇S2（英語版）がポリのレポサーリ島（英語版）近くで沈没したときの犠牲者53人の記念像）, 1930
- フィンランド国会議事堂（英語版）の会議庁にある像, 1930-1932
- アレクシス・キヴィ記念像（フィンランド語版）（ヘルシンキ）, 1930-1939
- Marjatta, 1934
- Delaware-muistomerkki, 1937-1938
- Vapauden jumalatar seppelöi nuoruuden, 1939-1940
- カマラの戦い（英語版）の記念碑, 1939/1949
- Tampereen Osuustoimintamuistomerkki, 1949-1950
- 友情が生まれたとき（英語版）（姉妹都市同士のトゥルクとヨーテボリの記念碑）, n. 1948-1955
- Lahden sankaripatsas, 1952
- Rautatienrakentajien muistomerkki, 1957, Hyvinkää
- ジェニウス・オヒャー・ヌオルーッタ（フィンランド語版）（トゥルク大学図書館の正門にある像）, 1958-1960
- 国会議事堂前にある初代大統領と首相の像：カールロ・ユホ・ストールベリ（英語版）, 1957-1958; ペール・エヴィンド・スヴィンフッヴド, 1957-1959
- Genius Montanus（トゥルクにあるアールトネンの墓の像）, 1960